# Parafia św. Józefa w Postołowie
Parafia św. Józefa Robotnika w Postołowie – rzymskokatolicka parafia usytuowana we wsi w Postołowie w gminie Trąbki Wielkie. Wchodzi w skład dekanatu Trąbki Wielkie w archidiecezji gdańskiej.

## Proboszczowie
- 1995–2006: ks. kan. Kazimierz Glama[1]
- 2006–2016: ks. mgr Dariusz Cieniewicz[2]
- 2016–2023: ks. mgr Marek Lange[3]
- od 20 XI 2023: ks. mgr lic. Grzegorz Daroszewski[4]